# Phi Beta Kappa
Phi Beta Kappa (também conhecida como ΦΒΚ) é a mais antiga sociedade de honra nas áreas de ciência e arte liberal dos Estados Unidos da América, com 283 capítulos ativos. Tem como objetivo promover e defender a excelência nas artes liberais e ciências bem como doutrinar os alunos destas áreas que se destacam nas faculdades e universidades norte-americanas.

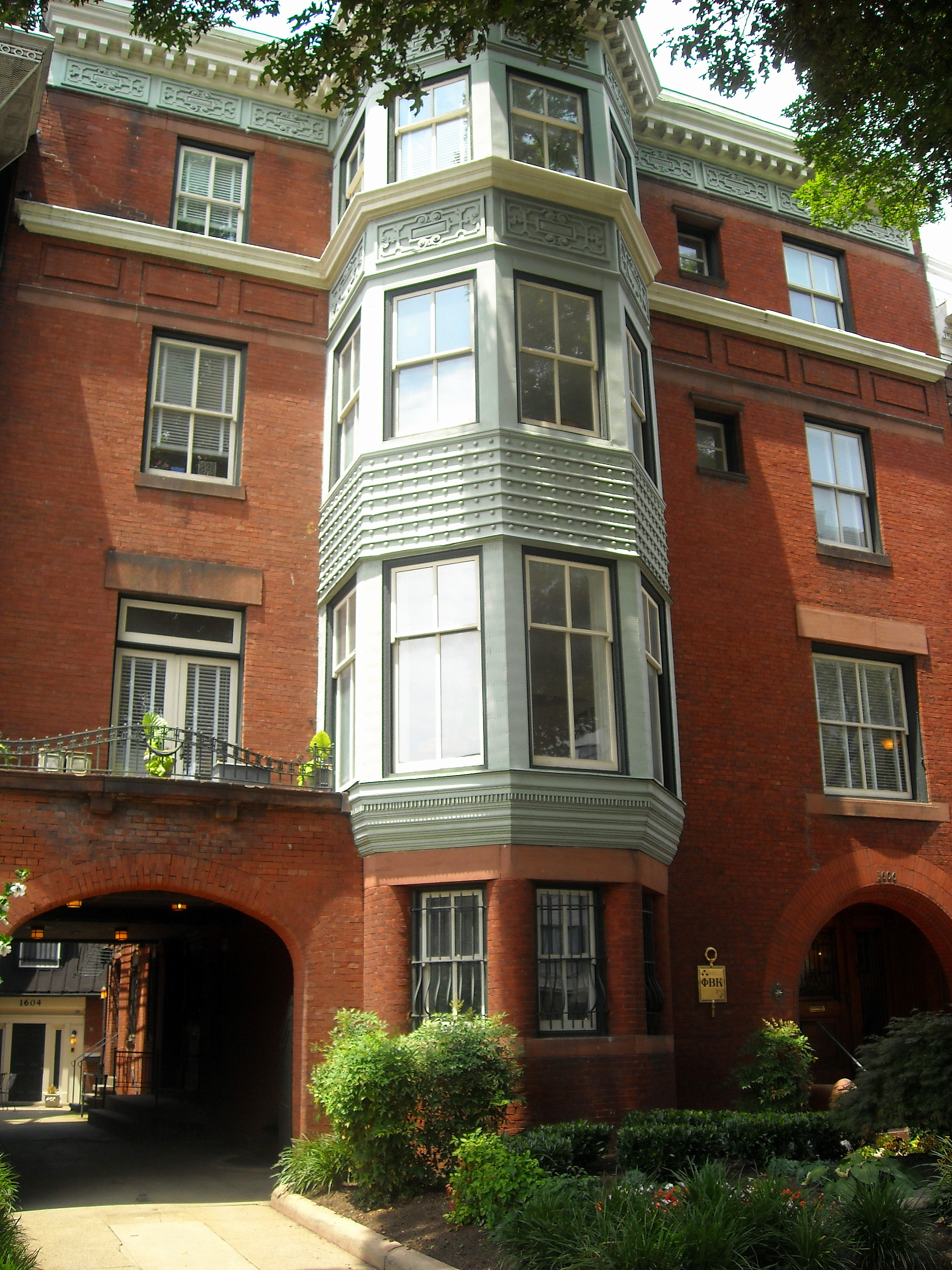
Sede nacional da sociedade, em Dupont Circle, nas vizinhanças de Washington, D.C.

 Foi a primeira sociedade de cultura grega, sendo fundada na College of William & Mary em 5 de dezembro de 1776.  Phi Beta Kappa (ΦΒΚ) representa Φιλοσοφία Βίου Κυβερνήτης ou em latim Philosophia Biou Cybernētēs, que significa "O amor da sabedoria é o guia da vida".

## História
A Sociedade Phi Beta Kappa foi fundada 5 de dezembro de 1776 na College of William and Mary em Williamsburg (Virgínia), e deu origem à tradição de nomear sociedades universitárias americanas após letras iniciais de um lema grego secreto.
O grupo consistia de estudantes que frequentavam a Raleigh Tavern, um local de encontro fora do campus universitário. Os primeiros registros indicam que os estudantes se reuniam para debater e participar de oratórias sobre temas que não fugiam muito do currículo acadêmico.

## A chave

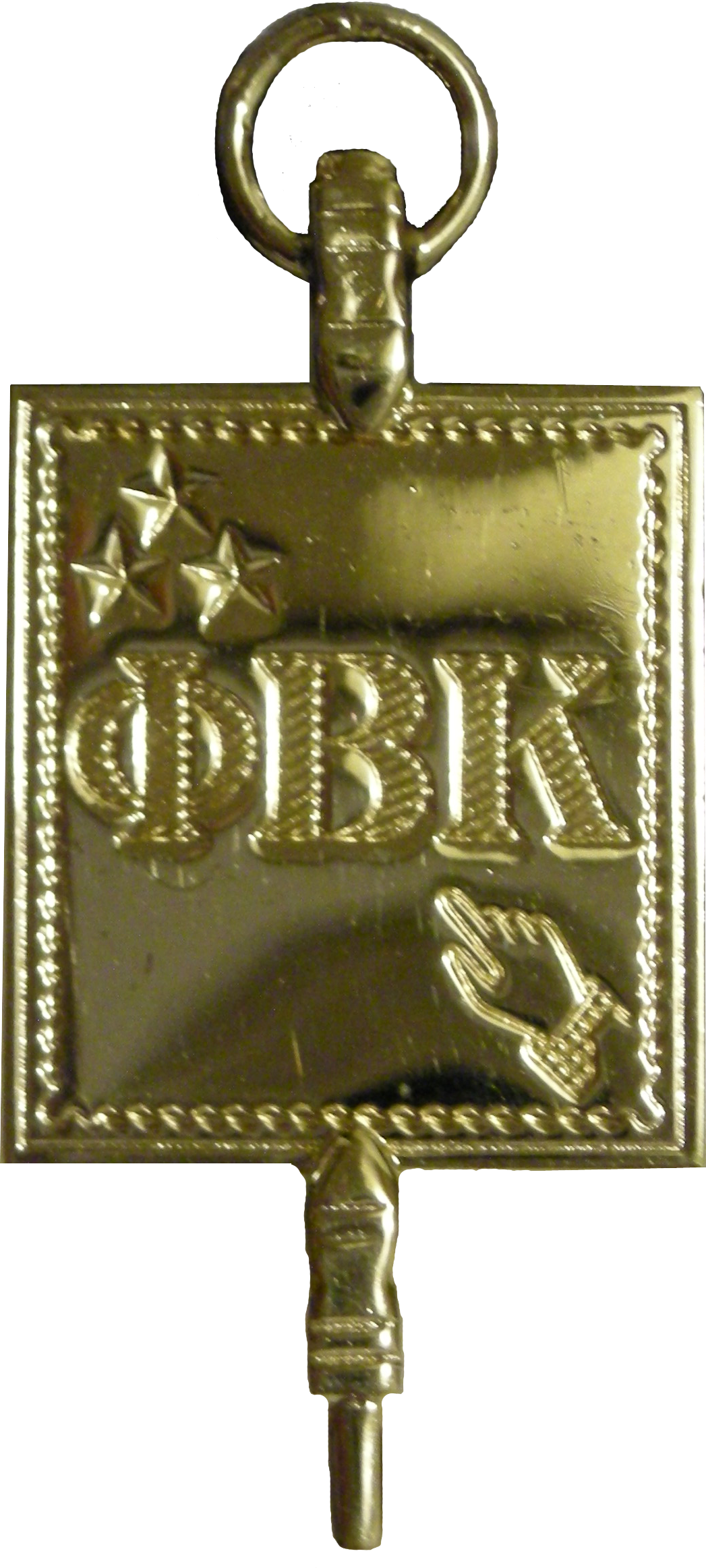
A chave da Sociedade Phi Beta Kappa

O símbolo da Sociedade Phi Beta Kappa é uma chave dourada gravada no anverso com a imagem de um dedo que aponta para três estrelas e para as letras gregas das quais a sociedade adota o nome. As estrelas são para mostrar a ambição aos jovens alunos e os três princípios da sociedade: amizade, moralidade e aprendizagem. No verso são encontradas as iniciais "SP", as quais se originam das palavras latinas Societas Philosophiae, ou "Sociedade Filosófica".
Embora muitos detalhes tenham se mantido desde o início (tal como o uso das estrelas, a mão apontando e as letras gregas), existem muitas diferenças entre os modelos antigos e os atuais. O nome do destinatário não era gravado nas chaves, mantendo-se assim até a primeira década do século XIX. Apenas em 1912 a chave foi padronizada em um tamanho, aparência dourada (algumas são platinadas), e gravada com os nomes da instituição de ensino e do destinatário, além da data de sua concessão.

## Membros
Desde o seu início, 17 presidentes dos Estados Unidos, 38 juízes da Suprema Corte dos Estados Unidos, e 136 laureados do Prêmio Nobel foram membros empossados da sociedade.